# Microsoft
Microsoft Corporation (in precedenza Micro-Soft Company, comunemente Microsoft) è un'azienda multinazionale statunitense d'informatica con sede nel Microsoft Campus a Redmond nello Stato di Washington (Stati Uniti). Creata da Bill Gates e Paul Allen il 4 aprile 1975, cambiò nome il 25 giugno 1981, ripristinando nel 1983 quello iniziale, tuttora in uso.
Microsoft è una delle più importanti al mondo nel settore, nonché una delle più grandi produttrici di software al mondo per fatturato, e anche una delle più grandi aziende per capitalizzazione azionaria, circa 2288 miliardi di dollari nel 2022; attualmente sviluppa, produce, supporta e vende, o concede in licenza, computer software, elettronica di consumo, personal computer e servizi; i suoi prodotti software più noti sono la linea di sistemi operativi Microsoft Windows, la suite di produttività personale Microsoft Office e i browser Internet Explorer e Edge; in ambito hardware invece i suoi prodotti più conosciuti sono la famiglia di console Xbox e i prodotti Microsoft Surface.

## Storia

### Anni '70
La storia di Microsoft Corporation ha inizio nel 1975, quando Bill Gates e Paul Allen propongono a Micro Instrumentation and Telemetry Systems (MITS), società che ha sviluppato uno dei primi microcomputer, l'Altair 8800, di utilizzare il linguaggio di programmazione BASIC che secondo Allen e Gates funziona su quella macchina. In effetti la versione del Basic sviluppata da Allen e Gates funziona e nel febbraio dello stesso anno la diedero in licenza alla MITS, della quale Paul Allen diventa direttore dello sviluppo software.
L'anno seguente, nell'aprile del 1976, nasce Apple, fondata da Steve Jobs e Steve Wozniak. Ad Albuquerque Allen e Gates danno vita a Micro-soft, dopo che Gates ha abbandonato gli studi presso l'Università di Harvard. Intanto Allen decide di lasciare il posto alla MITS per dedicarsi interamente al nuovo progetto e i due lanciano la prima campagna pubblicitaria denominata The Legend of Micro-Kid. Microsoft decide di implementare il linguaggio Basic in modo tale da poterlo vendere ad altri distributori come General Electric, Citibank e NCR, estendendo le funzionalità del personal computer alle esigenze scientifiche e gestionali. A ostacolarne la vendita ad altri distributori è tuttavia la stessa MITS, che fa di tutto per impedirne la distribuzione. Dopo una battaglia legale Microsoft ha la meglio, ottenendo la libertà di vendere autonomamente il prodotto ad altre aziende interessate. Nel 1980 venne aperto il primo ufficio internazionale della società in Giappone, denominato ASCII Microsoft (in seguito diventato Microsoft Giappone).

### Anni '80
Nel 1980 Microsoft mette in commercio il suo primo prodotto hardware: la Z80 Card (o SoftCard), il microprocessore ideato da Federico Faggin su circuito stampato che una volta inserito nel computer Apple II consente di far girare su quella macchina migliaia di programmi disponibili per la classe di computer 8080/CP/M con piccole modifiche. Inoltre Gates acquista per 50000 $ dalla Seattle Computer Products un sistema operativo "veloce e sporco", il QDOS (Quick and Dirty Operating System), che sarà alla base del futuro MS-DOS, destinato a diventare uno standard nell'ambito dei personal computer grazie alla potenza economica di IBM e al senso degli affari di Gates. Egli ha infatti ottenuto da Tim Paterson (che aveva realizzato il QDOS), un accordo di licenza non esclusivo, che gli consente la possibilità di rivendere il prodotto. In seguito Microsoft chiude il cerchio comprando tutti i diritti della Seattle Computer Products, assumendo alle sue dipendenze lo stesso Paterson.
Nel 1982 Microsoft, a causa della difficoltà di reperimento di personale qualificato nel Nuovo Messico, decide di spostare la propria sede a Bellevue (Washington) e di aprirne una anche in Europa (Belgio). Vince nel frattempo il premio ICP Million Dollar Award e conclude accordi con Phillips, ICL e altri importanti OEM. Nel 1983 Microsoft introduce l'uso del mouse nel proprio software e crea Word per MS-DOS 1.00. Gli abbonati di PC World trovano incluso nella rivista un floppy con una versione demo del programma Microsoft Word: è la prima volta che un magazine include un floppy disk e molti pensano che ne sia gratuito l'uso. È il momento buono per svelare un nuovo prodotto: Microsoft Windows, un'estensione di MS-DOS che fornisce un ambiente operativo di tipo grafico. Windows dispone della capacità di gestire finestre che consentono all'utente di vedere più programmi non correlati tra loro simultaneamente.
Microsoft apre succursali in Francia, Germania e Inghilterra, specializzandole per vendite sul mercato europeo.  In questi anni l'azienda annuncia di aver scelto l'Irlanda come Paese in cui installare il suo primo stabilimento produttivo al di fuori degli Stati Uniti, stabilimento dedicato alla produzione e distribuzione dei prodotti in tutta Europa. Celebra il suo decimo anniversario mettendo in vendita la prima versione del suo ambiente grafico Windows al costo di circa 99 dollari.
La sede si trasferisce poi in un nuovo complesso composto di quattro edifici a Redmond, sempre nello Stato di Washington. Nello stesso anno riceve il premio Washington State Governor's Export Award per la categoria delle società di servizio. Nel 1987 porta a conclusione l'acquisizione della Forethought Inc., una società di software applicativo che aveva sviluppato PowerPoint e che era il distributore esclusivo di FileMaker Plus, il più venduto database per Macintosh.

### Anni '90
I prodotti Microsoft vengono tradotti in tredici lingue, tra cui l'arabo, il cinese, l'ebraico, il giapponese e il coreano. Intanto esce il nuovo Windows 3.0, prima in classifica dal primo giorno di vendita: in un solo anno vengono vendute più di quattro milioni di copie. Il secondo anno si passa a sei milioni, con un totale di 5000 applicazioni commerciali. Al suo quindicesimo anniversario Microsoft è la prima azienda di software per personal computer che supera un miliardo di dollari di vendite ogni anno. Nasce anche Microsoft Windows Computing Marketing Program, campagna di marketing più ampia realizzata da Microsoft. Gates rivela la sua visione del futuro dei computer coniando al COMDEX una celebre frase: «L'informazione sulla punta delle dita». Si riorganizzano le operazioni internazionali: l'Europa viene divisa in tre regioni e il resto del mondo in quattro, mentre gli impiegati fuori dagli Stati Uniti salgono a 2866.

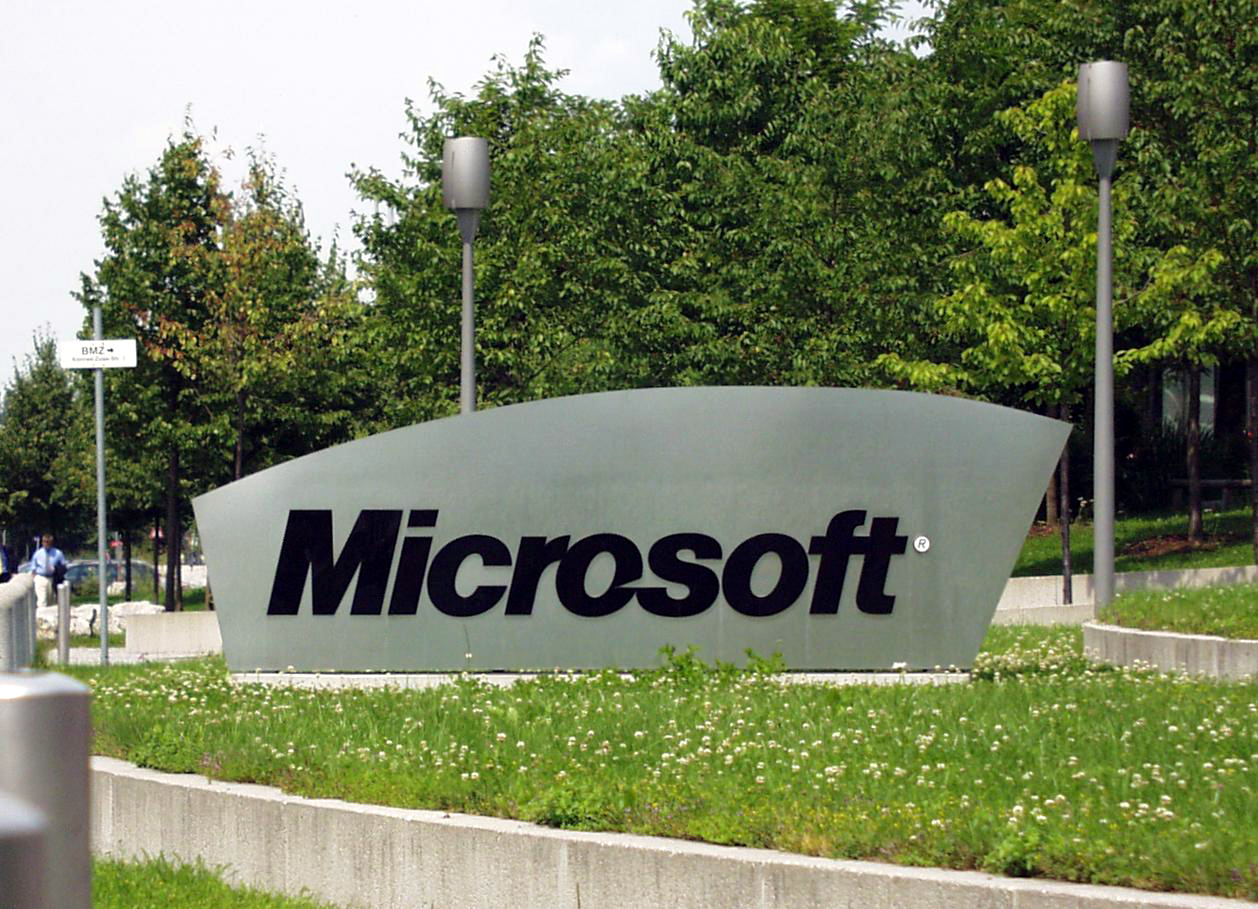
Logo Microsoft situato nei pressi di un campus

Risale a quest'epoca l'inizio di un lungo contenzioso con il principale concorrente di MS-DOS, DR-DOS sviluppato dall'inglese Digital Research, successivamente acquisto da Novell e infine da Caldera. Accusati di aver inserito in una versione beta di Windows 3.1 del codice (noto come AARD) che visualizza dei falsi errori di funzionamento nel caso venga rilevato DR-DOS come sistema operativo, Microsoft lotta a lungo in sede legale fino al patteggiamento di un accordo a fine gennaio 2000, di cui non sono noti gli estremi, poco prima dell'inizio del processo (definito per il 1º febbraio).
Nel 1992 il presidente George H. W. Bush premia Gates con la National Medal of Technology per l'attività svolta, riconoscendogli l'intuizione relativa al personal computer per casa e ufficio, oltre alla perizia tecnica e di gestione manageriale nel creare un'azienda a livello mondiale e al contributo per lo sviluppo dell'industria dei personal computer.
Debutta ufficialmente Windows NT 3.1, un potente sistema operativo creato per soluzioni di tipo client-server. Nel 1995 la rivista Fortune attribuisce a Microsoft il titolo di "Azienda più innovativa operante negli Stati Uniti". Nel 1994 Microsoft conta 15257 dipendenti e ricavi per 4,64 miliardi di dollari.
Il 27 luglio 1994, la Divisione Antitrust del Dipartimento di Giustizia degli Stati Uniti presentò una dichiarazione di impatto competitivo, affermando: "A partire dal 1988 e fino al 15 luglio 1994, Microsoft ha indotto molti produttori di apparecchiature originali (OEM) a stipulare licenze 'per processore' anticoncorrenziali. In base a una licenza per processore, un OEM paga a Microsoft una royalty per ogni computer venduto contenente un particolare microprocessore, indipendentemente dal fatto che il computer venga venduto con un sistema operativo Microsoft o con un sistema operativo non Microsoft. Di fatto, il pagamento della royalty a Microsoft in assenza di un prodotto Microsoft agisce come una penalità, o tassa, sull'uso da parte dell'OEM di un sistema operativo concorrente per PC. Dal 1988, l'uso da parte di Microsoft delle licenze per processore è aumentato".
Nel 1995 debutta Windows 95, che vende un milione di copie nei primi quattro giorni negli Stati Uniti. Viene inaugurato il Museo Microsoft, il cui scopo è quello di mostrare agli impiegati la cultura, i prodotti, la presenza internazionale e i contributi alla comunità attraverso una guida cronologica, video chioschi e prodotti esposti. MSN, la nuova rete network di Microsoft lanciata il 24 agosto 1995, raggiunge quota 525000 membri iscritti nei suoi primi tre mesi di servizio, diventando così uno dei maggiori fornitori di servizi internet. Gates pubblica il suo primo libro intitolato The Road Ahead, che tradotto in venti lingue per un milione e mezzo di copie in prima tiratura getta uno sguardo sulle nuove tecnologie che guidano quotidianamente il modo di lavorare, di giocare e di vivere orientati al futuro. Sempre nel 1995 esce Internet Explorer per Windows 95, il primo browser che supporta funzioni multimediali avanzate e capacità di grafica 3D; viene proposto in dodici lingue diverse. Nel 1998 è il turno di Windows 98. La diffusione capillare dei sistemi operativi di Gates permette a Microsoft di fatto di imporre i propri formati come standard.
Le tattiche e gli accordi commerciali utilizzati da Microsoft per aumentare le proprie quote di mercato vengono spesso criticate e anche accusate di illegalità e di abuso di posizione dominante e illeciti. Una parte di tali strategie saranno poi confermate negli Halloween documents (1998), dei quali Microsoft ammetterà l'autenticità. Ugualmente fonte di critica sono comportamenti interpretati da molti come volti a limitare e contrastare l'affermazione del software Open Source o di standard non-proprietari come l'Open Document Format. Tali circostanze in varie occasioni comportano casi di critica e forte opposizione alla società, alle sue politiche e ai suoi prodotti relativi, in particolare su Internet. I dipendenti salgono a 28028 e i ricavi ammontano a 14,48 miliardi di dollari.
Il 1999 è l'anno in cui viene lanciato Office 2000 e Microsoft .NET, un nuovo framework di programmazione per Windows.

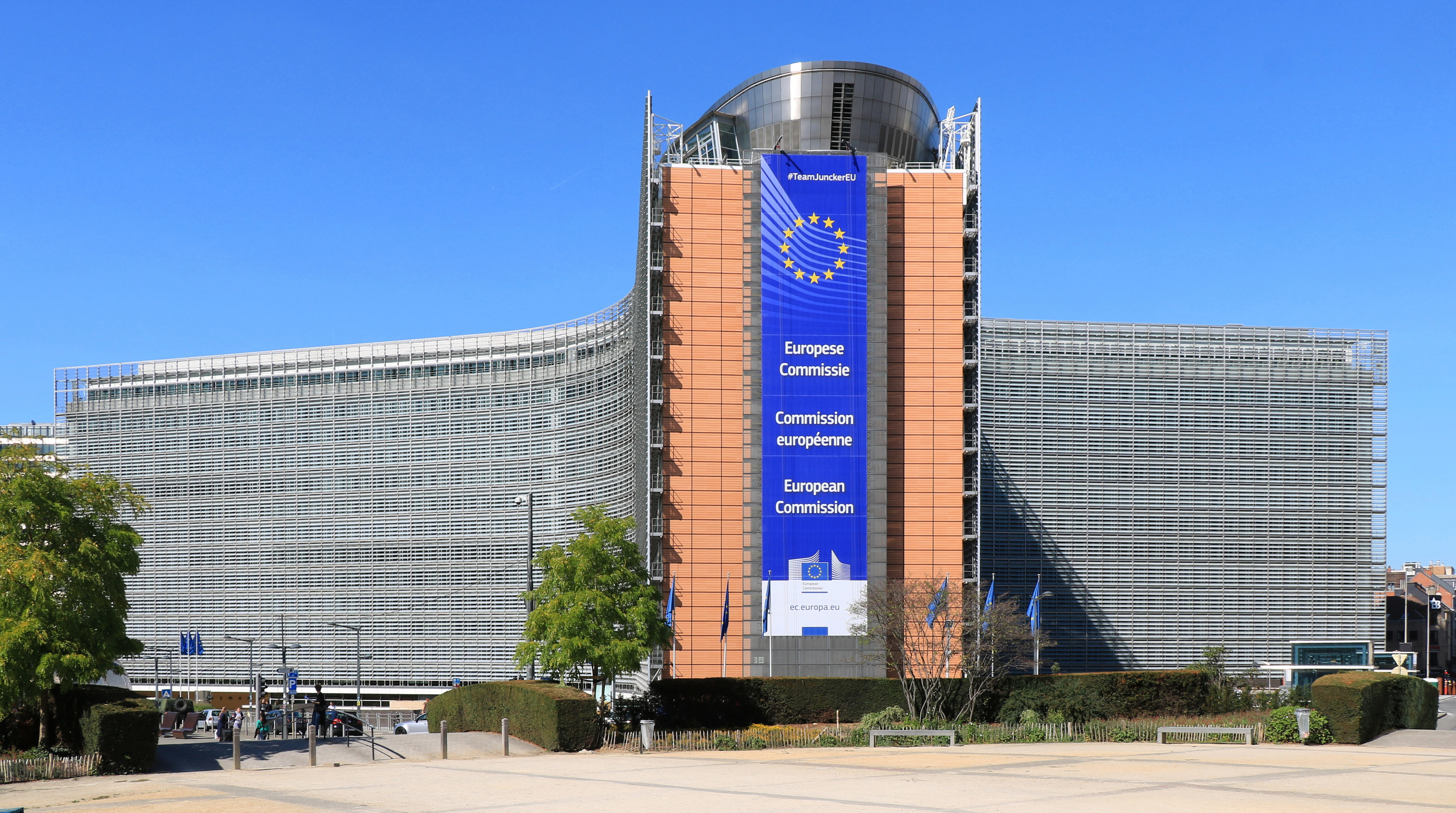
La Commissione europea, che ha inflitto diverse ammende a Microsoft

### Anni 2000
Il 25 ottobre 2001, Microsoft lanciò Windows XP, unificando le linee principali di sistemi operativi, mainstream e NT, sotto la base di codice NT. Nello stesso anno, l'azienda entrò nel mercato delle console per videogiochi, dominato da Sony e Nintendo, con il rilascio della Xbox. Nel marzo 2004, l'Unione europea avviò un'azione legale antitrust contro Microsoft, accusandola di aver abusato della sua posizione dominante con il sistema operativo Windows. La sentenza stabilì una multa di 497 milioni di euro (613 milioni di dollari) e impose a Microsoft di produrre nuove versioni di Windows XP prive di Windows Media Player, denominate Windows XP Home Edition N e Windows XP Professional N. Nel 2006 esce Windows Vista per gli OEM, la versione disponibile ai consumer esce nel 2007.
Il 27 giugno 2008 Gates decide di lasciare la carica di chief software architect, rimanendo comunque presidente onorario della società e consulente dei progetti più importanti. A prendere il suo posto è Steven Anthony Ballmer, imprenditore e informatico statunitense, che già dal gennaio del 2000 ricopriva il ruolo di amministratore delegato dell'azienda. Nel gennaio 2009 Microsoft licenzia 5000 dipendenti, decidendo allo stesso tempo di aprire una piccola catena di negozi per la vendita al dettaglio dei suoi prodotti: infatti il 22 ottobre è stato aperto il primo negozio della catena a Scottsdale (Arizona) e lo stesso giorno viene messo sul mercato il successore di Windows Vista, ovvero Windows 7.

### Anni 2010
L'11 maggio 2011 Microsoft acquista Skype per un valore di 8,5 miliardi di dollari. Il 26 ottobre 2012 debutta ufficialmente Windows 8. Nel settembre 2013 Microsoft acquista la divisione Devices & Services di Nokia, azienda produttrice di cellulari, per circa 7,2 miliardi di dollari. Tuttavia, l'acquisizione non porta ai risultati sperati e, nel 2017, Microsoft abbandona ufficialmente lo sviluppo di Windows Phone, segnando la fine del sistema operativo per dispositivi mobili e della linea Microsoft Lumia. Joe Belfiore, vicepresidente per i sistemi operativi, annuncia che il comparto "non è più il focus" dell'azienda, a causa della scarsa adozione da parte degli utenti e del fallimento nel costruire un ecosistema competitivo. Il 15 settembre 2014 Microsoft ufficializza l'acquisizione della casa produttrice di videogiochi Mojang e di tutte le proprietà intellettuali della compagnia per una cifra pari a 2,5 miliardi di dollari. Nel 2015, insieme a Naval Group, avvia il progetto Natick. A partire dal 29 luglio 2015 è disponibile al pubblico Windows 10, con oltre quattordici milioni di installazioni nelle prime 24 ore dal rilascio e oltre 200 milioni nei primi sei mesi. Questo successo è dovuto soprattutto alla possibilità di aggiornamento gratuito da sistemi Windows 8.1 Update e Windows 7 SP1. Il 16 novembre 2016 Microsoft diviene membro platinum della Linux Foundation. Il 13 giugno 2016 Microsoft acquista il servizio web di rete sociale LinkedIn per 26,2 miliardi di dollari, rendendola la seconda acquisizione più importante per il gruppo di Redmond. Il 4 giugno 2018 Microsoft preleva il sistema per la gestione dello sviluppo di software GitHub per 7,5 miliardi di dollari in azioni.
Durante questo decennio, Microsoft introduce nuovi prodotti innovativi, tra cui Microsoft Teams, Visual Studio Code e il browser Microsoft Edge. Nel 2019, Microsoft annuncia il ritorno nel settore mobile con il Microsoft Surface Duo, uno smartphone basato su Android dotato di due display separati uniti da una cerniera centrale. Questo dispositivo, lanciato ufficialmente nel dicembre 2020, rappresenta una soluzione innovativa che consente un utilizzo versatile, simile a un libro, segnando il ritorno di Microsoft in un mercato altamente competitivo.

### Anni 2020
Il 21 settembre 2020 Microsoft ha annunciato l'acquisizione del gruppo ZeniMax Media per 7,5 miliardi di dollari. L'acquisto, avvenuto il giorno prima dell'inizio della prevendita delle console next-gen Xbox Series X e Series S, ha alimentato le speculazioni degli utenti sulla possibilità di esclusive per i titoli di Bethesda Softworks, come Fallout e The Elder Scrolls, disponibili sin dal lancio anche su Xbox Game Pass. Nel novembre 2020 Microsoft ha avviato una collaborazione esclusiva con Younited Credit in Francia per il programma Xbox All Access, esteso nel 2021 al mercato italiano grazie a una partnership con GameStop.
Nel 2021 Microsoft ha lanciato Office 2021, la versione con licenza perpetua della suite di produttività, affiancata da Microsoft 365, basata su cloud e modello SaaS. Microsoft 365 offre applicazioni online e strumenti collaborativi come Teams e OneDrive, favorendo il passaggio al cloud, mentre Office 2021 risponde alle necessità di chi preferisce soluzioni locali senza abbonamenti o connessione internet. Il 18 gennaio 2022 Microsoft ha annunciato l'acquisizione della casa di videogiochi americana Activision Blizzard per 68,7 miliardi di dollari, segnando la più costosa acquisizione nella storia dell'azienda.
Nel gennaio 2023, il CEO Satya Nadella ha comunicato il licenziamento di circa 10.000 dipendenti, il giorno dopo un concerto privato di Sting organizzato per i dirigenti Microsoft durante il Forum economico mondiale a Davos. Il 23 gennaio 2023 Microsoft ha annunciato un accordo pluriennale e multimiliardario con OpenAI, sviluppatore di ChatGPT. Nel giugno 2023, l'azienda ha lanciato Azure Quantum Elements, un servizio per simulazioni molecolari e calcoli nella chimica computazionale e nella scienza dei materiali, combinando intelligenza artificiale, calcolo ad alte prestazioni e calcolo quantistico. Il servizio include Copilot, un modello linguistico basato su GPT-4 per supportare i ricercatori. A novembre 2023, durante una conferenza per sviluppatori, Microsoft ha presentato i chip Maia, dedicati ai modelli linguistici di grandi dimensioni, e Cobalt, progettati per i servizi cloud su Azure.
Nel gennaio 2024 Microsoft è diventata la società con la maggiore capitalizzazione di mercato, superando Apple, e ha introdotto Copilot Pro, un abbonamento dedicato alle piccole imprese.
Nel marzo 2024, Microsoft ha nominato Mustafa Suleyman vicepresidente esecutivo (EVP) e CEO della sua nuova divisione di intelligenza artificiale, Microsoft AI. Anche altri membri del team di Inflection AI sono stati nominati, tra cui la co-fondatrice Karen Simonyan in qualità di Chief Scientist. Ad aprile 2024, l'azienda ha annunciato un investimento di 1,5 miliardi di dollari nella compagnia emiratina di AI G42 e 1,7 miliardi in Indonesia per infrastrutture AI e cloud. A maggio 2024, Microsoft ha annunciato un progetto da 3,3 miliardi di dollari per un hub di AI nel Wisconsin, con un laboratorio di co-innovazione presso l'Università del Wisconsin-Milwaukee. Nel settembre 2024, Microsoft e BlackRock hanno annunciato un fondo da 30 miliardi di dollari per infrastrutture AI, con l'obiettivo di raggiungere 100 miliardi tramite finanziamenti. A novembre 2024, Microsoft ha rilanciato lo strumento Recall, modificandolo in modalità opt-in per rispondere alle critiche sulla privacy.
Il 28 febbraio 2025, Microsoft annunciò la chiusura di Skype il 5 maggio 2025, per concentrare l'attenzione su Microsoft Teams. L'azienda dichiarò che non ci sarebbero stati tagli di personale a causa della chiusura. Il 4 aprile 2025, celebrò il suo 50º anniversario.
Il 30 maggio 2025, fu riferito che la divisione russa di Microsoft si sarebbe preparata a dichiarare bancarotta, pochi giorni dopo che il presidente Vladimir Putin aveva dichiarato che i fornitori di servizi stranieri avrebbero dovuto essere limitati in Russia per far posto al software nazionale, tra cui Microsoft. L'azienda aveva precedentemente ristrutturato le operazioni in Russia nel giugno 2022, dopo essere stata significativamente colpita dalla guerra in Ucraina, ma dichiarò che tali sforzi di ristrutturazione erano falliti.
Nel 2025 la divisione che si occupa di il intelligenza artificiale diretta da Sukeyman ha lanciato MAI-DxO, un'AI generativa in campo sanitario che è stata capace di diagnosticare malattie complesse con una precisione quattro volte superiore a quella di un gruppo di medici reali. L'AI ha dato vita a 5 agenti che si sono basati su 304 case report 
04 «case Report» pubblicati sul New England Journal of Medicine.

## Attività
I suoi prodotti principali sono il sistema operativo desktop Microsoft Windows e la suite di produttività personale Microsoft Office, per i quali è al primo posto nel rispettivo mercato. Altre linee di produzione comprendono: sistemi di sviluppo software (IDE e compilatori), DBMS, periferiche di input (tastiere e mouse), console di gioco (Xbox, Xbox 360, Xbox One e Xbox Series X), periferiche di gioco (controller e cloche per il pilotaggio di velivoli, volanti e altro), smartphone Lumia, tablet computer Surface, nonché videogiochi (sviluppati sotto il marchio Microsoft Games Studios) e il dispositivo Microsoft PixelSense. Attualmente Microsoft è uno tra i maggiori fornitori di servizi Cloud e di Intelligenza Artificiale (AI) avanzata con Microsoft Azure, Azure AI, Microsoft 365 e Copilot.
Microsoft collabora con la omonima fondazione filantropica, che amministra un patrimonio di circa 1,5 miliardi di dollari.
È membro dell'organizzazione di standardizzazione ECMA International (European Computer Manufacturers Association).

## Prodotti
Nella sua storia Microsoft ha commercializzato numerosi prodotti, dai più famosi sistemi operativi (basti solo pensare a Windows o a Windows Mobile, diventato poi Windows Phone, che con l'approdo di Windows 10, ha preso il nome di Windows 10 Mobile) oppure ad applicazioni per l'ufficio (Microsoft Office) e per lo sviluppo (come Visual Basic .NET). Molto importante anche il settore dei videogiochi (Xbox e le successive generazioni, Halo e Age of Empires) e il settore hardware (Zune, Surface Pro e successivi, la recente acquisizione di Nokia, il nuovo visore Microsoft HoloLens). Vasta anche la gamma di prodotti specifici per il settore business a cominciare da Windows Server.

## Nel mondo

### Italia
Microsoft è presente in Italia a partire dagli anni '80, con sede a Milano nella Microsoft House, e con un'altra sede a Roma nel quartiere dell'EUR. L'azienda è composta da circa 860 dipendenti con una media di età di circa 35 anni e collabora con 25000 aziende alleate.
Microsoft Italia ha vinto nel 2010 il Great Place to Work, conferito dal Great Place to Work Institute. Diverso è il posizionamento sulle classifiche di altri premi conferiti dalla società Cesop Communication. Si tratta del Best Awareness in cui Microsoft Italia si è classificata 4ª nel 2009. Ha ottenuto la 6ª posizione nella classifica per il Best Employer of Choice. Infine si è collocata all'8º per quanto concerne il Best Corporate Brand.
Nel maggio 2023 Microsoft Italia ha annunciato la costruzione entro il 2027 di tre data center in provincia di Milano, dedicati al cloud.

## Logo

Il logo usato dal maggio 1982 all'aprile 1987
Il logo usato dall'aprile 1987 all'agosto 2012
Il logo in uso dall'agosto 2012

## Sicurezza
- Microsoft Security Essentials
- Windows Defender